# Gehyra gemina
Gehyra gemina (рівнинна деревна дтелла) — вид геконоподібних ящірок родини геконових (Gekkonidae). Ендемік Австралії. Описаний у 2020 році.

## Поширення і екологія
Рівнинні деревні дтелли мешкають на півночі Західної Австралії та Північної Території, від Брума на схід через більшу частину регіону Кімберлі на північ до річки Вікторії і південного краю Арнемленду та до заходу регіону Затоки. вони живуть в напівпустелях і саванах, де трапляються на деревах та серед скель.